# Biokovo
 Ovo je glavno značenje pojma Biokovo. Za druga značenja pogledajte Biokovo (razdvojba).
Biokovo (pučanstvo Zagore zove ga i Bijakova, Biakova) planinski je masiv u Splitsko-dalmatinskoj županiji, koji dijeli Jadran od Zagore.

## Osnovni podatci
Biokovo se nalazi na području gradova Makarska i Vrgorac, te općina Brela, Baška Voda, Tučepi, Podgora, Gradac, Zagvozd, Zadvarje i Šestanovac. Sela u Zagori pod Biokovom smještena su na 1100 m nadmorske visine. Proteže se duž Jadranske obale od prijevoja Dubci do Bačinskih jezera (općina Ploče), a sjeveroistočnu granicu čini dionica autoceste A1. Ponekad se u masiv Biokova u širem smislu ubrajaju i Vrgorsko gorje s hrptima Šibenika, Mihovila i Matokita.
Najviši vrh planine je Sveti Jure, visok 1762 metra, na kojem se nalazi TV odašiljač i do kojeg vodi Biokovska cesta duga 23 km. 
Sjeverni dio planine Biokovo je proglašen Parkom prirode 1981. godine. Republika Hrvatska je 1998. godine osnovala Javnu ustanovu Park prirode Biokovo, čija je djelatnost zaštita, održavanje i promicanje Parka prirode Biokovo.
Glavni ulaz na planinu Biokovo, uz brojne šetne staze, nalazi se na 6. kilometru državne ceste Makarska – Vrgorac (predio Stara), gdje počinje Biokovska cesta, a označen je znakovima obavijesti i smeđom signalizacijom.

## Reljef
Biokovom dominiraju ponikve. Neke su izrazito duboke, čak i više od 100 metara. Neke su urušene, dok se neke nastavljaju u duboke jame. Ovaj specifičan oblik površinskog krša naziva se mrežasti krš.

## Sveti Jure
Sveti Jure je, sa svoja 1762 metra visine, najviši vrh Biokova i treći najviši planinski vrh Hrvatske, iza vrha Sinjal na Dinari (1831 m) te vrha Kamešnica na planini Kamešnici (1809 m). Do njega je moguć pristup planinarskim stazama, kao i Biokovskom cestom, najvišom hrvatskom prometnicom.
Sa Svetog Jure se pruža fantastičan pogled na Makarsko primorje, otoke i Zabiokovlje. Za vedrih dana moguće je vidjeti planinu Monte Gargano u Italiji, udaljenu 250 km. U ljetnoj je sezoni vrh atraktivna turistička lokacija, na koju brojne turiste dovoze minibusevi.
S obzirom na nadmorsku visinu i činjenicu da se nalazi na razmeđi mediteranske i kontinentalne klime, na Svetom Juri je prosječna godišnja temperatura oko 4 °C, a snijeg se zadržava veći dio godine; ovo je jedna od najhladnijih točaka Hrvatske.
Na samom vrhu, na koji je pristup zabranjen, nalazi se radio-televizijski odašiljač, koji je 1965. godine izgradila tadašnja Televizija Zagreb. Za potrebe gradnje sagrađena je i cesta, koja je asfaltirana 1978. godine. Cesta je izgrađena radom i zalaganjem lokalnog stanovništva. Odašiljač je visok 90 metara, a vrh odašiljača je najviša točka u Hrvatskoj, s visinom od 1850 metara.
Na Svetom Juri se nalazi istoimena crkvica, izgrađena 1968. godine nedaleko od stare crkvice, srušene zbog gradnje odašiljača. Misno slavlje u crkvici održava se zadnje subote u srpnju, kada većina vjernika iz Primorja i Zagore dolazi do nje pješice.
Pod vrhom je planinarski dom "Pod Svetim Jurom", u vlasništvu Parka prirode Biokovo.

## Ostali vrhovi
Osim vrha Sveti Jure koji se nalazi u katastarskoj općini Župa Biokovska, planina Biokovo ima još nekoliko vrhova iznad 1000 metara:
- Troglav, 1658 m - drugi je po visini vrh Biokova. Nalazi se jugozapadno od Svetog Jure, a zbog strmih snježnih padina zimi podsjeća na Alpe. Pristup je Biokovskom cestom ili pješice.
- Sveti Ilija, 1642 m - nalazi se iznad zaseoka Rastovac u općini Zagvozd. Na njemu se nalazi kapelica Sv. Ilije[14] koju su obnovili župljani Zagvozda devedesetih godina i u kojoj se svake godine potkraj srpnja[15] održava 'najnepristupačnija' Sveta misa u Hrvata.[16] S južne (primorske) strane je blaga padina, a ostale strane su prilično strme. Podno Svetog Ilije sagrađen je istoimeni tunel, koji spaja Zagvozd s Baškom Vodom.
- Šćirovac, 1619 m - nalazi se između Basta i breljanskog zaseoka Zaveterje. S njega se pruža lijep pogled na kanjon Cetine i zaleđe a najbliži pristup mu je sa sjeverne strane iz zaseoka Šute.[7]
- Kimet, 1536 m - nalazi se jugoistočno od Svetog Jure. S vrha se pruža pogled na Kamešnicu i Velež, te Pelješac, Korčulu, Mljet i Lastovo, dok se Makarsko primorje ne vidi.
- Veliki Šibenik, 1467 m - nalazi se oko četiri sata hoda od makarskog prigradskog naselja Veliko Brdo. Vrh je obrastao šumom crnog bora.
- Vošac, 1421 m - najpopularniji uspon iz Makarske. S Vošca se pruža jedan od najljepših pogleda na Makarsku rivijeru, a na samom vrhu nalazi se planinarska kuća “Toni Roso” kojom upravlja Speleološko-alpinistički klub Ekstrem iz Makarske.
- Sutvid (Sveti Vid), 1332 m i Sveti Roko, 1228 m - Sutvid sa Svetim Rokom čini greben. Nalaze se oko tri sata hoda iz Župe Biokovske. Vrhovi su međusobno udaljeni oko 800 metara. Na Svetom Roku se nalazi istoimena crkvica, u kojoj se svakog 16. kolovoza ako je tada subota,[17] a ako nije onda prve subote nakon tog datuma, održava misno slavlje u čast[18] toga sveca.
- Bukovac, 1262 m - vrh iznad Brela. Pri uspinjanju se može susresti veprove i divokoze. Na oko 1000 m je planinarska (lovačka) kućica,[19] a sa samog vrha se pruža pogled na Omiško i Makarsko primorje.[20][21]

Velika Kapela (Sutvid) 1155 m, najviši vrh južnog dijela Biokova. Na ovaj vrh moguće je pristupiti s južne strane iz mjesta Zaostrog, te sa sjeverne strane iz sela Brikva. Od navedenog vrha Biokovo se reljefno polako “spušta” sve do posljednjeg biokovskog vrha Sv. Ilija 773 m, koji se nalazi iznad mjesta Gradca.

## Vanjske poveznice
- Pregršt informacija o Biokovu na stranicama zabiokovskog planinarskog društva (HPD Sveti Jure Zagvozd)
- Biokovo na stranicama lokalnog planinarskog kluba  Arhivirana inačica izvorne stranice od 21. lipnja 2009. (Wayback Machine)
- Biokovo na stranici Hrvatskog planinarskog saveza
- Službena stranica Parka prirode Biokovo
- Stjepan Roglić: Biokovo kroz povijest, HPD Sveti Jure

Knjiga ”Biokovo, planina i planinarstvo” autor:Ivo Puharić